# IMe KOREA
iMe KOREA（アイディアミュージックエンターテイメント・コリア、朝:  아이디어뮤직엔터테인먼트코리아）は、韓国の芸能プロダクションである。

## 所属芸能人

### 役者
- ポン・テギュ
- イ・セジン
- ぺ・ホグン
- イ・サンフン
- イ・ムンジョン
- シン・ガウン
- 再信

### 歌手・グループ
- DreamNote
- カン・インス（MYNAME）